# Stazione di San Giorgio delle Pertiche
La stazione di San Giorgio delle Pertiche è una fermata ferroviaria posta sul tronco comune alle linee Bassano-Padova e Calalzo-Padova.

## Storia
La fermata è stata ammodernata e adeguata agli standard SFMR nei primi anni 2000.

## Strutture e impianti
La fermata è dotata di due binari e le relative banchine sono rialzate per ottenere un accesso a raso ai treni predisposti.
La fermata è accessibile ai portatori di handicap.

## Movimento
La stazione è servita da treni regionali svolti da Trenitalia nell'ambito del contratto di servizio stipulato con le regioni interessate.